# Ромбінь
Ромбінь (пол. Rąbiń, нім. Rombin) — село в Польщі, у гміні Кшивінь Косцянського повіту Великопольського воєводства.
Населення — 380 осіб (2011).

## Демографія
Демографічна структура станом на 31 березня 2011 року:
|          | Загалом | Допрацездатний вік | Працездатний вік | Постпрацездатний вік |
| -------- | ------- | ------------------ | ---------------- | -------------------- |
| Чоловіки | 194     | 51                 | 131              | 12                   |
| Жінки    | 186     | 42                 | 112              | 32                   |
| Разом    | 380     | 93                 | 243              | 44                   |